# Heinrich Weiß (Widerstandskämpfer)

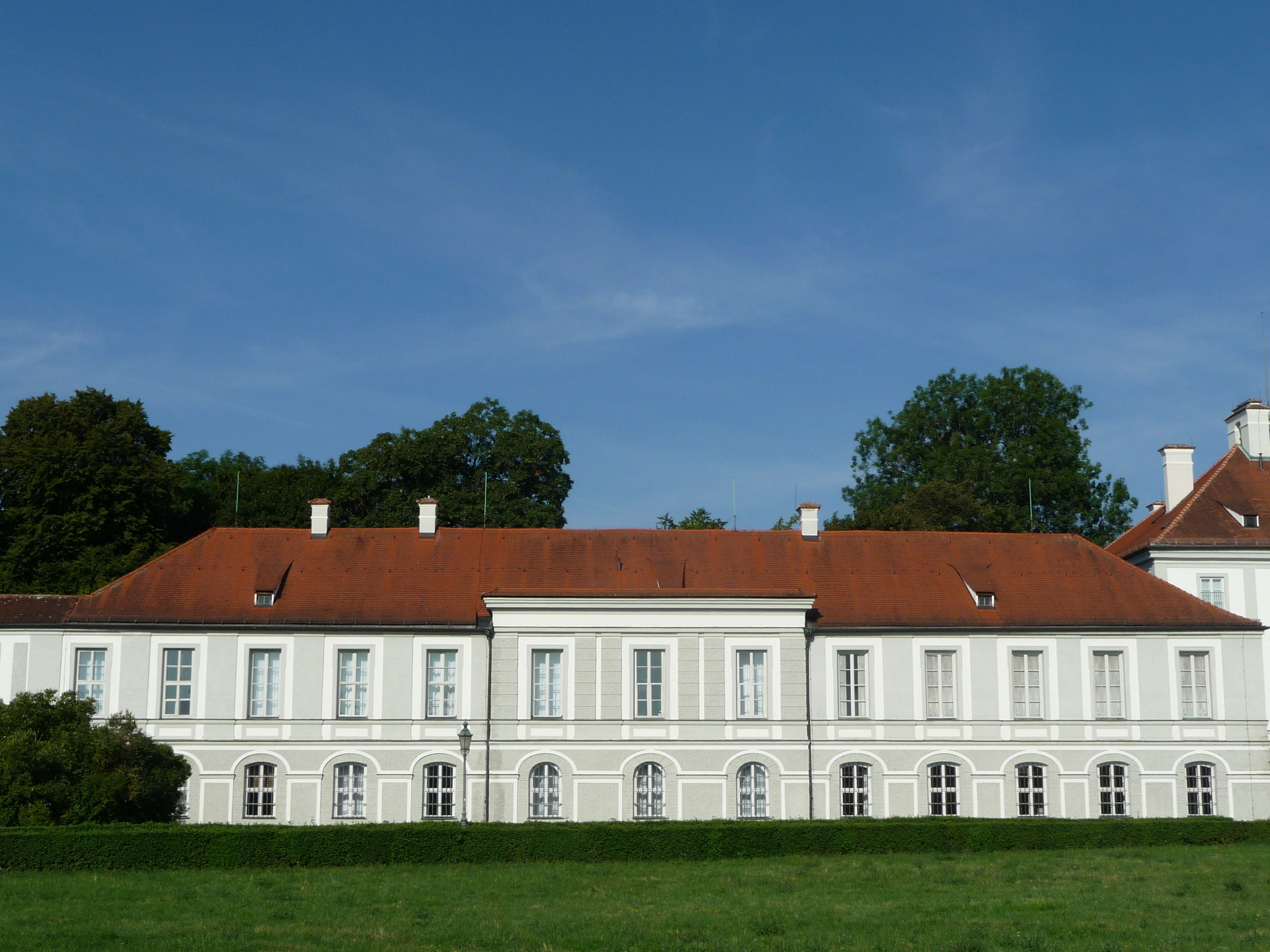
Links in der ersten Etage des ehemaligen Küchenbaus von Schloss Nymphenburg wohnte der Widerstandskämpfer Heinrich Weiß.

Heinrich Weiß (* 4. Juli 1887 in Laufen an der Salzach; † 14. April 1963 in Dachau) war ein deutscher Widerstandskämpfer gegen den Nationalsozialismus. 1933 gründete er neben seiner Tätigkeit als Gartenverwalter der Schlossverwaltung Nymphenburg den später als Harnier-Kreis bezeichneten Widerstandskreis, dem er bis Ende 1937 vorstand.

## Werdegang
Heinrich Weiß verlor im Alter von acht Jahren seinen Vater. Die Mutter konnte dessen Metzgerei nicht halten und sah sich außerstande, ihn und seine Geschwister finanziell zu versorgen. Nach einem Aufenthalt im Waisenhaus absolvierte er eine Gärtnerlehre, danach glückte ihm eine Anstellung in der königlichen Hofgärtnerei der Münchner Residenz. Ab 1905 absolvierte er die mehrjährige Wanderschaft der Gesellen, die ihn zu unterschiedlichen Adelssitzen im In- und Ausland führte. Nach dem Wehrdienst gewann er weitere Berufserfahrungen in Hamburg. 1911 nahm ihn die Königliche Hofgärtnerei der Münchner Residenz wieder auf. Spätestens zu diesem Zeitpunkt hatte er Bekanntschaft mit Mitgliedern der bayerischen Königsfamilie, weil er bei festlichen Anlässen zu Tafeldekorationen herangezogen wurde.
Mit Beginn des Ersten Weltkriegs meldete er sich freiwillig zu den Waffen, wurde jedoch bereits Anfang Oktober 1914 schwer am Oberschenkel verletzt. Eine Beinverkürzung war die Folge. Trotz seiner Invalidität konnte er seine alte Tätigkeit im Dienst des bayerischen Königshauses nach einem eineinhalbjährigen Lazarettaufenthalt erneut aufnehmen. 1919 war er Mitglied der Einwohnerwehr München. 1925 absolvierte er die Höhere Staatslehranstalt Weihenstephan, ab 1. April 1926 war er Gartenmeister im Hofgarten der Residenz Ansbach und ab 1. September 1928 in Schloss Schleißheim. Am 1. Juni 1933 wurde er zum Gartenverwalter des Schlossparks Nymphenburg.

## Politische Aktivitäten
Heinrich Weiß kam nach eigener Aussage zur Politik, weil er „aus nächster Nähe erlebte, wie das Königshaus bei Nacht und Nebel flüchten musste, um von der Strasse unbehelligt zu bleiben…“

### Organisation Deutscher Eid
Wie viele seiner bayerischen Zeitgenossen sah er im Zusammenschluss aller deutschen Staaten nach der Reichsgründung 1871 unter der Führung von Preußen den Auslöser für den verlorenen Ersten Weltkrieg und die darauf folgenden sozialen, wirtschaftlichen und politischen Schwierigkeiten. Dies war der Auslöser für die Gründung der Organisation Deutscher Eid. Neben seiner Funktion als Gartenverwalter von Schloss Schleißheim hielt er in den Jahren 1928 bis 1931 Reden und organisierte Veranstaltungen, die von seiner übergeordneten Dienststelle, der Krongutsverwaltung, befürwortet wurden. Ziel war, das Vielparteiensystem zu minimieren, für eine verbesserte Finanzpolitik einzutreten und die Bevölkerung zum Kauf deutscher Waren aufzufordern.

### Mitglied der Bayernwacht
Die Organisation Deutscher Eid bestand bis 1932. Danach gehörte Heinrich Weiß bis 1933 als Gauführer der Bayernwacht an, einer Wehr- und Schutzorganisation der Bayerischen Volkspartei.

### Harnier-Kreis
Heinrich Weiß empfand die Mitgliedschaft bei der Bayernwacht als unbefriedigend und gründete 1933 eine eigene Widerstandsgruppe, die später als Harnier-Kreis bezeichnet wurde. Nach den Verhörprotokollen der Gestapo war er das „ursprüngliche Haupt der Bewegung“. Die Wohnung von Heinrich Weiß diente als Treffpunkt und Diskussionsort für Fragen staatsrechtlicher und politischer Art. Bei sozialrechtlichen Themen gab es unterschiedliche Auffassungen. Die Vereinigung verstand sich als Auffangorganisation für Gleichgesinnte und erwartete das Ende des Nationalsozialismus durch außen- oder innenpolitische Ereignisse.
Nach der Machtübernahme Hitlers gerieten alle Gegner der Gleichschaltung in die Defensive. Als mit dem Gesetz über den Neuaufbau des Reichs vom 30. Januar 1934 Deutschland endgültig zum Zentralstaat wurde, mussten sogar alle Symbole der Einzelstaaten beseitigt werden. Ab diesem Zeitpunkt war das Hissen der bayerischen Flagge und das Zeigen anderer Landessymbole verboten, auch alle Zeugnisse bayerischer Staatlichkeit in Form von Hoheitszeichen an den Landesgrenzen, Siegel, Wappen und Amtsschilder mussten beseitigt werden. Weiten Teilen der Bevölkerung Bayerns galt der Nationalsozialismus als Verkörperung des „Preußentums“, das das Land seiner Freiheit und Eigenstaatlichkeit beraubte.
1935 machte Weiß die Bekanntschaft mit Josef Zott und Wilhelm Seutter von Lötzen. Dabei entschied sich die Gruppe endgültig, „im Falle eines unvorhergesehenen Ereignisses in Bayern eine sog. Demokratische Monarchie wieder aufzurichten.“
Als die Bildhauerin Margarethe von Stengel 1935 wegen Vorbereitung zum Hochverrat verdächtigt und verhaftet wurde, weil sie auch zu Mitgliedern des bereits verbotenen Bayerischen Heimat- und Königsbundes Kontakt hielt und getarnte Zusammenkünfte ermöglichte, erfolgte eine kurze Zeit des Stillstandes. Dann gelang es Weiß, weitere Mitstreiter zu gewinnen, darunter auch Arbeitskollegen aus der Schlossverwaltung Nymphenburg. In der Folgezeit wurden die Aktivitäten stetig ausgebaut.
Ende 1937 wurde öffentlich bekannt, dass Weiß Anfang 1935 ein außereheliches Kind gezeugt hatte. Ein schwebendes Disziplinarverfahren verschärfte seine privaten Schwierigkeiten. Nach einer Unterredung mit Adolf von Harnier kam er zu dem Entschluss, Anfang Dezember 1937 aus dem Harnier-Kreis auszuscheiden.

### Ungeklärter Aufenthalt in Österreich
Spätestens ab Herbst 1937 hatte die Widerstandsgruppe Kontakt mit Österreichs hohen Regierungskreisen sowie Graf Franz von Trauttmannsdorff, dem Adjutanten von Otto von Habsburg, einem Vetter von Harniers Frau. Wenige Wochen vor dem Anschluss Österreichs, am 23. Januar 1938, setzte sich Heinrich Weiß in Richtung Österreich in Bewegung. Unter großen Strapazen gelangte der Gehbehinderte zu Fuß bis nach Wien. Neben politischen Motiven ist der Grund in einer befürchteten Denunziation zu sehen. Auf seinem Heimweg begegnete er den einmarschierenden deutschen Truppen und erreichte München am 19. April 1938. Zwei Tage danach brachte ihn seine Ehefrau in die „Nervenabteilung“ des Schwabinger Krankenhauses. Nach seiner Rückkehr aus der Psychiatrie ordnete er sein Privatleben neu. Er ließ sich scheiden und heiratete in zweiter Ehe Therese Dillinger, die Mutter seines Kindes. Am 1. August 1939 wurde er in die Verwaltung des Englischen Gartens versetzt.

### Verhaftung
Anfang August 1939 hatten eingeschleuste Spitzel genug Material gesammelt, um 125 Personen zu verhaften. Heinrich Weiß gehörte zu den Hauptschuldigen und wurde von seinem Arbeitsplatz am 4. August 1939 abgeführt. Neben seinen Aktivitäten in Bayern vermutete die Gestapo den Aufbau einer politischen Widerstandsgruppe in Österreich und Kontakte zu legitimistischen Kreisen. Darüber hinaus wurde ihm ein Kontakt mit dem österreichischen Bundeskanzler Kurt von Schuschnigg angelastet. Es folgte strenge, fast fünfjährige Haft im Strafgefängnis Stadelheim.

### Neubeginn und weitere politische Ämter
Bereits am 27. Mai 1945 stellte Weiß einen Antrag auf Wiederverwendung in den Staatsdienst. Weil sich sein ehemaliger Vorgesetzter dazu ambivalent äußerte, erhielt er die weniger bedeutende Stelle als Gartenverwalter von Schloss Dachau, wurde aber am 2. Oktober 1945 zum Vorstand der Schloss- und Gartenverwaltung Dachau berufen. Am 11. August 1945 wurde Heinrich Weiß unter Wiederberufung in das Beamtenverhältnis zum Obergartenverwalter und am 1. November 1945 zum Garteninspektor ernannt.
Weiß betätigte sich auch in der Nachkriegszeit politisch. Er wurde Mitglied der Bayernpartei. Ab Juni 1948 war er Mitglied im Kreisrat und von 1952 bis 1956 stellvertretender Landrat in Dachau.